# Rathaus (Wolnzach)

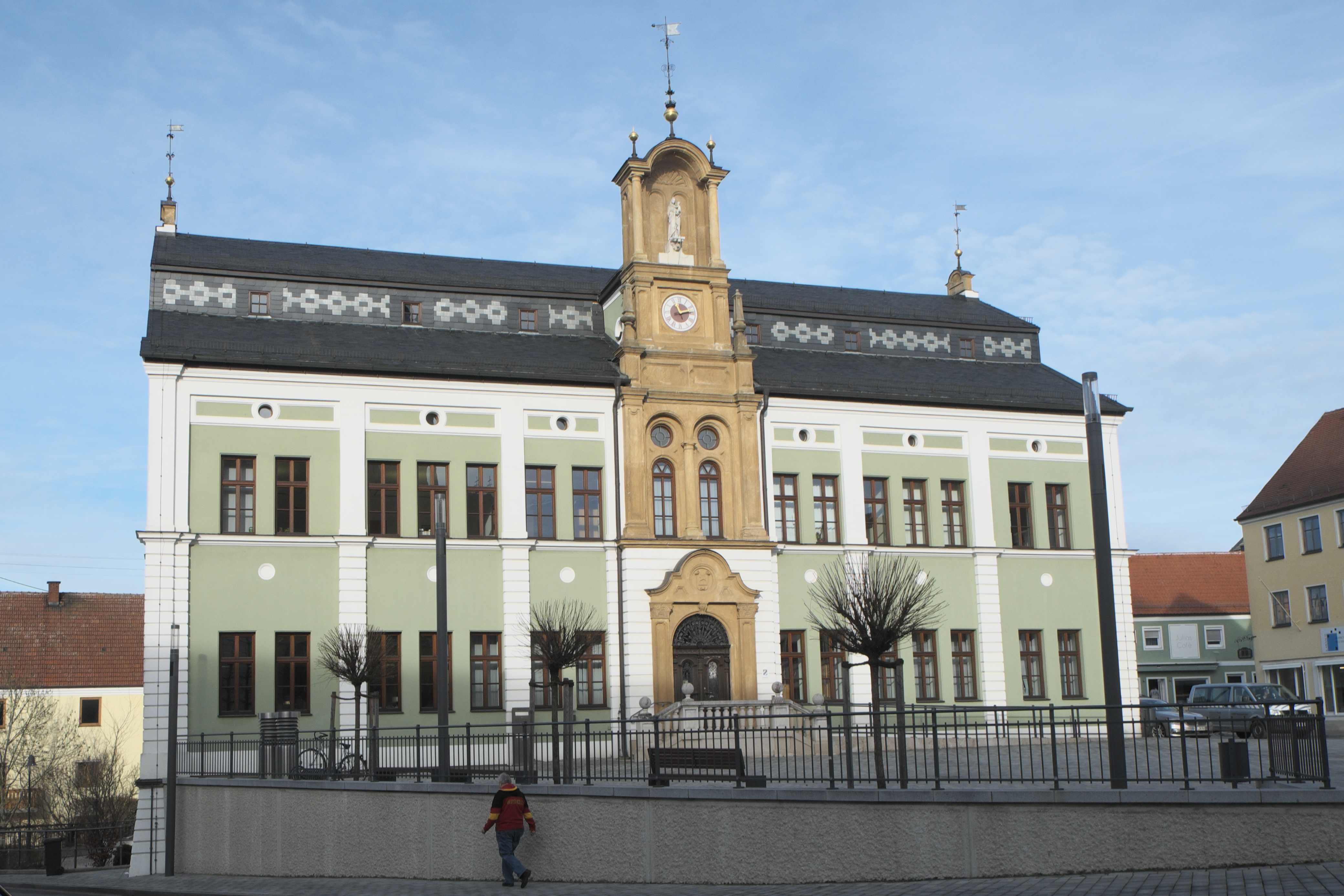
Rathaus in Wolnzach

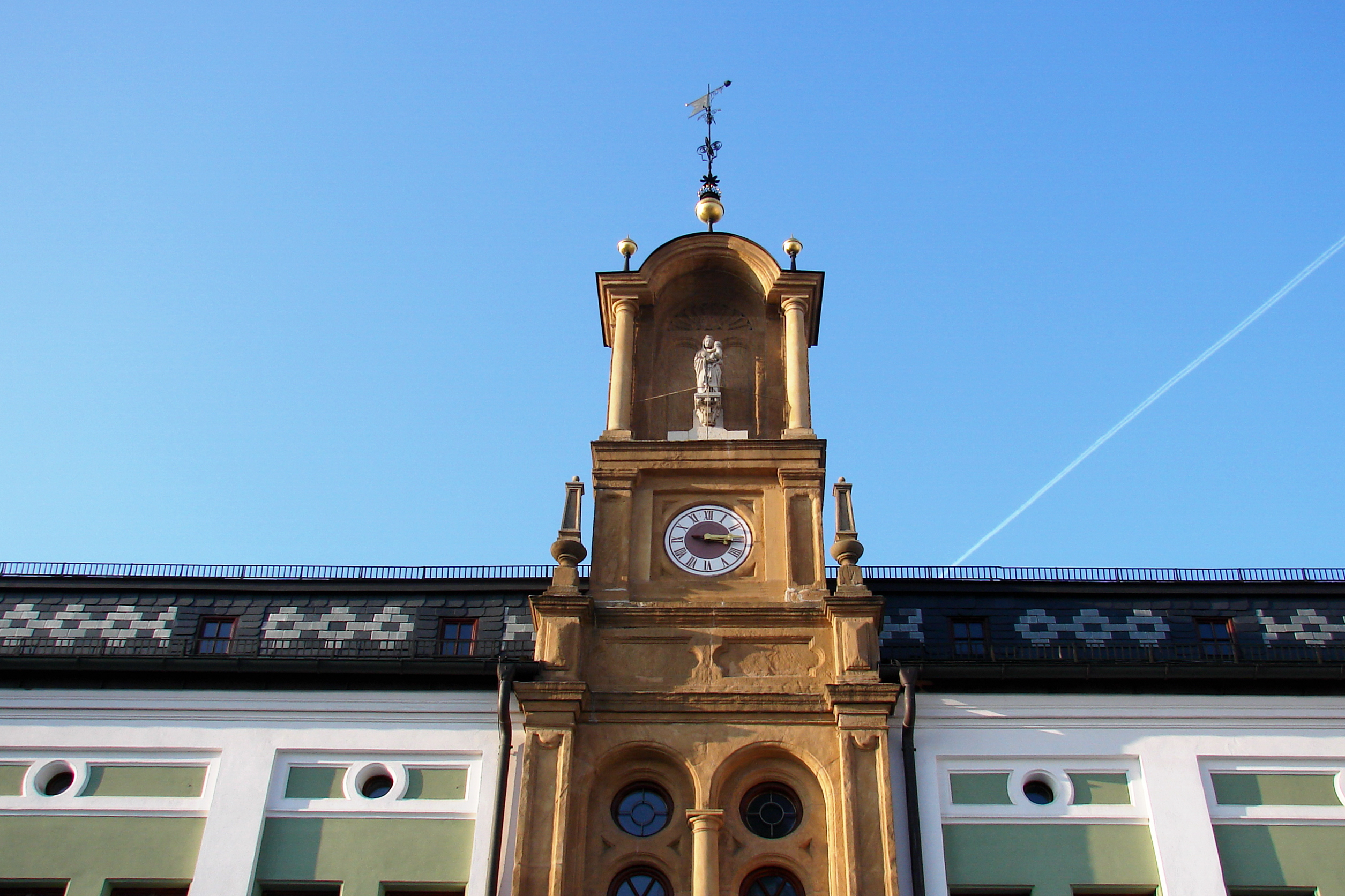
Uhr und Madonna mit Kind

Das Rathaus in Wolnzach, einer Marktgemeinde im oberbayerischen Landkreis Pfaffenhofen an der Ilm, wurde 1878 errichtet. Das Rathaus am Marktplatz 1, das ursprünglich als Schrannenhalle erbaut wurde, gehört zu den geschützten Baudenkmälern in Bayern. Es steht frei am Marktplatz gegenüber der katholischen Pfarrkirche St. Laurentius.

## Beschreibung
Der zweigeschossige, traufseitige Satteldachbau mit erhöhtem Dachmittelteil, Lisenengliederung und turmartiger Portalachse wurde aus Sandsteinmauerwerk errichtet. In der Mittelachse befindet sich als Abschluss ein Uhrengeschoss mit Figurennische. In der rundbogigen Ädikula steht die Skulptur der Muttergottes mit Kind. Im Untergeschoss befindet sich ein Saal mit Gewölbe, der für Ausstellungen genutzt wird. Von 1999 bis 2001 wurde das Rathaus umfassend renoviert.
Das Gebäude dürfte durch das 1626 erbaute Rathaus in Geisenfeld angeregt worden sein.

## Ehemalige Schranne von 1878 bis 1880
Im Erdgeschoss wurde der Hopfen, der von den Bauern mit Pferdegespannen gebracht wurde, gewogen und gesiegelt. In der einen Hälfte des ersten Obergeschosses wohnte der Verwaltungsinspektor und in der anderen Hälfte befanden sich die Büroräume. Im zweiten Stockwerk wurden die Hopfensäcke und im Speicher das Getreide gelagert. Im Keller war auch ein Gefängnis eingerichtet.